# Seznam švedskih smučarskih skakalcev
Seznam švedskih smučarskih skakalcev

## B
- Fredrik Balkaasen
- Jan Boklöv

## E
- Tore Edman
- Johan Erikson

## G
- Isak Grimholm

## H
- Karl Holmström

## I
- Christian Inngjerdingen

## M
- Ole Martinsson

## N
- Carl Nordin
- Astrid Norstedt

## R
- Johan Rasmussen

## S
- Jonas Sandell
- Sven Selånger

## T
- Per-Inge Tällberg
- Staffan Tällberg

## W
- Frida Westman
- Magnus Westman